# Adénine
 (juin 2019).
L'adénine est un composé organique de formule brute C5H5N5, appartenant à la famille des purines. L'adénine est une molécule hétérocyclique, constituée d'un cycle possédant plusieurs atomes d'azote associés avec des atomes de carbone.
L'adénine est une base nucléique entrant dans la constitution des nucléotides, composants de base (ou monomères) des acides nucléiques. On la trouve sous forme de nucléotide : dans l'ADN c'est la dAMP pour désoxyadénosine monophosphate ou désoxyadénylate, et dans l'ARN l'AMP pour adénosine monophosphate ou adénylate, ainsi que sous forme de nucléoside avec la désoxyadénosine et l'adénosine. En pratique, dAMP ou AMP sont appelées par souci de simplification adénine (en désignant ainsi la base nucléique à l'origine de ses dérivés) dans l'ADN et l'ARN (voir l'article ADN, section « séquence de nucléotides » pour plus de détails). Ainsi on dit que l'adénine s'apparie avec la thymine dans l'ADN et l'uracile dans l'ARN et existe sous deux formes tautomères stéréoisomères (9H et 7H).
Certains ouvrages considèrent également l'adénine comme étant la vitamine B4. Par définition, une vitamine est une substance nécessaire à l'organisme mais qui n'est pas synthétisée par lui, et qui doit donc être apportée par l'alimentation. Toutefois, les carences associées à la vitamine B4 sont rares car pratiquement tout ce que nous ingérons contient de l’adénine, et principalement la levure de bière, le pain et le thé. De très rares carences peuvent être causées par certains médicaments comme les sulfamidés. Pour cette raison, certains affirment qu’il ne s'agit pas d’une vitamine au sens propre du terme.

## Étymologie
Le mot a été créé en 1885 par le chimiste et médecin Albrecht Kossel, à partir du mot grec ἀδήν, qui signifie « glande », en référence à son échantillon de pancréas.

## Origine prébiotique
Il a été prouvé que l'adénine pouvait se concevoir à partir de cinq molécules (donc un pentamère, de formule brute {\displaystyle {\ce {C5H5N5}}}) d’acide cyanhydrique de formule brute HCN, selon la réaction d'Oró. En effet, des expériences de biochimie prébiotique montrent que de l'acide cyanhydrique à l'état liquide va spontanément permettre l'apparition d'une infime quantité d'adénine.

## Caractéristiques

### Complémentarité
On dit de l’adénine qu’elle est une base nucléique complémentaire. En effet, cette complémentarité s’observe principalement dans les acides nucléiques où l’adénine se lie par deux liaisons hydrogène avec la thymine dans l’ADN ou l’uracile dans l’ARN. La thymine et l’uracile sont d’autres bases nucléiques de la famille des pyrimidines.

### Caractéristiques physicochimiques

#### Point de fusion
Le point de fusion de l'adénine se situe entre 360 et 365 °C. Il s’agit d’un point de fusion relativement élevé pour un composé organique. Cela s’explique entre autres par l’organisation spatiale des molécules les unes par rapport aux autres dans le milieu. En fait, ces molécules ont des domaines accepteurs de liaisons hydrogène et donneurs de liaisons hydrogène, elles participent donc à plusieurs de ces liaisons. Les molécules d’adénine sont donc associées en « réseau », retenues fortement les unes aux autres par ces liaisons hydrogène.
Plus les molécules sont bien retenues ensemble, plus il faudra fournir d’énergie (par exemple : de la chaleur) pour les dissocier et donc de passer de la phase solide à la phase liquide.

#### Masse atomique
La masse atomique de l'adénine est de 135,127 daltons. On obtient cette masse atomique en additionnant la masse de chaque atome présent dans la molécule. Les masses respectives de chaque atome sont bien connues et sont habituellement données dans le tableau périodique des éléments.

## Utilités

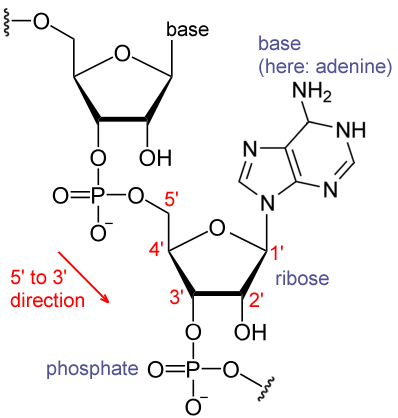
Structure chimique de l'adénine dans un brin d'ARN.

L'adénine est un composé qui possède plusieurs utilités. Au cours de l'évolution, il semble que l'adénine ait été un composé « apprécié » par les organismes vivants de par son efficacité. Il s'avère donc qu'au cours de la diversification de l'immense quantité de réactions chimiques se déroulant dans les organismes vivants, l'adénine s'est retrouvée à jouer plusieurs rôles clés. Voici donc les principaux composés dans lesquels l'adénine prend part.

### Monomère des acides nucléiques
L'adénine entre dans la composition des nucléotides. Ces derniers sont entre autres les monomères, ou matières premières, des acides nucléiques. Le nucléotide contenant de l'adénine et que l'on retrouve dans l'ADN se nomme désoxyadénosine monophosphate tandis que celui composant l'ARN se nomme adénosine monophosphate.
Dans les nucléotides, l'adénine se lie à un pentose, le désoxyribose (dans le cas de l’ADN, ou ribose dans le cas de l’ARN) qui lui-même se lie à un groupement phosphate en position 5 du sucre. Dans ces nucléotides, l’adénine est appelée la base nucléique et elle détermine les caractéristiques propres au nucléotide.
Ils ne sont pas hydrophobes contrairement aux bases nucléiques substituées.

Ponts hydrogène entre une adénine et une thymine

### Adénosine triphosphate
L'adénosine triphosphate ou ATP, est également un nucléotide, la seule différence entre celui-ci et ceux présents dans les acides nucléiques réside au niveau du nombre de groupements phosphate attachés au nucléoside (un nucléoside est un nucléotide sans groupement phosphate). En fait, comme leurs noms l'indiquent, l’ATP possède trois groupements phosphate et l'adénosine monophosphate n’en possède qu'un.
L'ATP est une molécule riche en énergie, qui sert de monnaie d’échange énergétique. Il est présent dans toutes les cellules de l’organisme et est éventuellement hydrolysé pour fournir l'énergie nécessaire à une réaction nécessitant un apport énergétique que l'on qualifie de réaction ATP-dépendante comme les contractions musculaires, certains échanges ioniques, certaines réactions enzymatiques, l'activation de plusieurs protéines, la migration des vésicules intracellulaires, et bien d’autres.
L'ATP est un des produits du catabolisme des molécules organiques (principalement les sucres comme le glucose) que les hétérotrophes (dont les animaux) s’approprient en mangeant. L'ATP est formée principalement dans les mitochondries lors du processus de la chaîne de transport d’électron, une étape parmi d’autres figurant dans le processus de destruction des sucres.

### Adénosine monophosphate cyclique
L'adénosine monophosphate cyclique ou AMPc est le produit de la transformation de l'ATP par une enzyme nommée adénylate cyclase, qui réside dans les membranes cellulaires. L'AMPc est un second messager jouant un rôle important de signalisation cellulaire dans un processus nommé transduction de signaux.
L’AMPc joue aussi un rôle de régulation de l’expression de certains gènes.
Chez Dictyostelium discoideum, une amibe, l'AMPc permet de signaler à un individu la proximité d'un autre membre de son espèce. En effet, dans des conditions où les nutriments viennent à manquer dans le milieu, tous les individus de cette espèce tendent à se regrouper pour former une entité holistique plus grande capable de mieux supporter les contraintes de l'environnement. Ce regroupement s'opère par chimiotropisme de l'AMPc, c'est-à-dire que chaque individu émet un pseudopode (bras cytoplasmique) dans la direction d’un gradient d'AMPc détecté, donc une région à haute teneur en AMPc. Ces amibes sécrètent de l’AMPc à leur tour pour attirer leurs congénères vers elles. Il existe aussi des moyens employés par Dictyostelium discoideum pour que chaque individu n'émette pas d'AMPc de façon à se désorienter lui-même.

### Coenzymes redox
Le nicotinamide adénine dinucléotide ou NAD+, et son dérivé phosphorylé le nicotinamide adénine dinucléotide phosphate ou NADP+, sont des nucléotides contenant de l'adénine. C'est le cas également du  flavine adénine dinucléotide ou FAD. Ces molécules sont réduites sous les formes respectives de NADH, NADPH et FADH2 dans de nombreux processus métaboliques impliquant des réactions redox, comme le catabolisme oxydatif des glucides ou la photosynthèse.

### Coenzymes de transfert de groupements acyle
Le coenzyme A (ou CoA ou CoA-SH) est un nucléotide contenant de l'adénine. Il comporte un groupement sulfhydryle -SH, qui peut être thioestérifié par un acide carboxylique, comme un acide gras ou un acétate, formant respectivement un acyl-CoA ou un acétyl-CoA. Ces molécules constituent les formes activées de ces acides, qui peuvent entrer dans des voies métaboliques et réactions diverses (formation ou destruction d'acides acides gras dans l'hélice de Lynen, acétylation de protéines...).

## Autres bases nucléiques
- De la famille des purines :
  - guanine
  - hypoxanthine
- De la famille des pyrimidines :
  - cytosine
  - thymine
  - uracile